# Engelien Reitsma-Valença
Engelina (Engelien) Reitsma-Valença (Amsterdam, 3 mei 1889 – Doorn, 11 juli 1981) was een Nederlands kunstenares: kunstschilder, graficus en 
ontwerper van postzegels en van ex-librissen.
Reitsma-Valença was de dochter van een diamantbewerker. Door toedoen van haar vader ging zij al op 14-jarige leeftijd het diamantkloven leren. In 1904 mocht zij tekenlessen nemen aan de Rijksacademie van Beeldende Kunsten. Uitsluitend 's morgens en 's avonds, want zij moest 's middags diamantkloven. In het vijfde en zesde jaar koos zij voor de graveerklas, waar zij les kreeg van Pieter Dupont. 
Na diens dood kreeg zij les van Johannes Aarts. Ze leerde bij hem de meeste grafische technieken. Reitsma-Valença heeft geschilderd, getekend en prenten gemaakt in hoog-, diep- en vlakdruk. Daarnaast maakte zij ex librissen en in opdracht van de PTT graveerde zij een groot aantal postzegels, alle met portretten van historische figuren. Ook ontwierp ze boekbanden. In 1913 won zij in de categorie grafiek de eerste prijs van de Prix de Rome. Zij was van joodse komaf, wat haar werk in de oorlog evenwel niet hinderde. In 1951 verhuisde zij naar Bergen NH, waar zij werkend lid was van het KunstenaarsCentrumBergen (KCB). In 1964 ontving zij de Zilveren Erepenning van de gemeente Bergen. Ze was ridder in de Orde van Oranje-Nassau.
Zij was getrouwd met een jurist. In haar rouwadvertentie werd vermeld: "Ze leefde voor de kunst en haar familie".

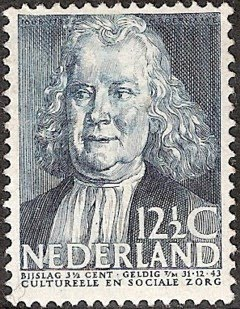
Herman Boerhaave
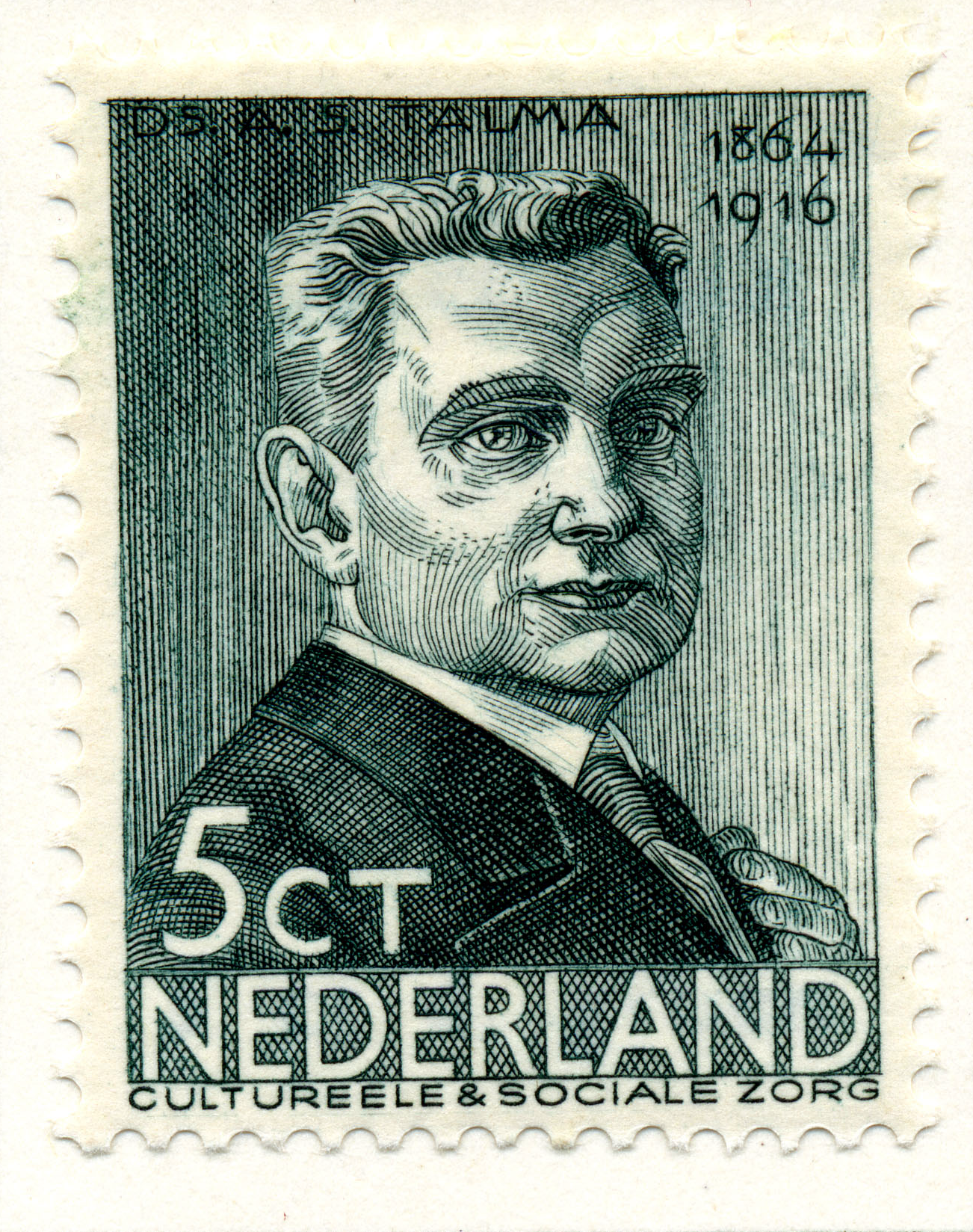
Syb Talma
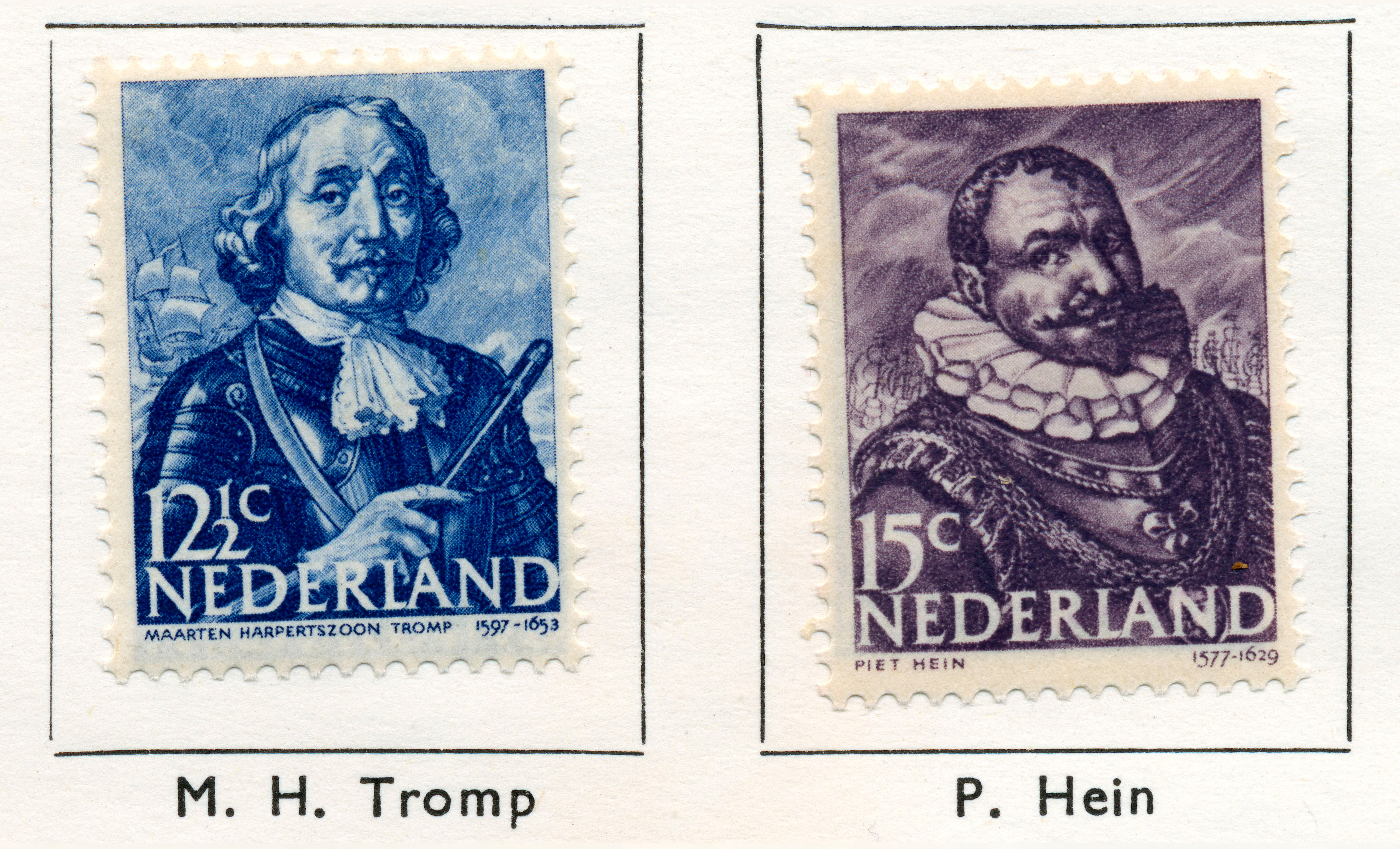
Maarten Harpertsz. Tromp en Piet Hein
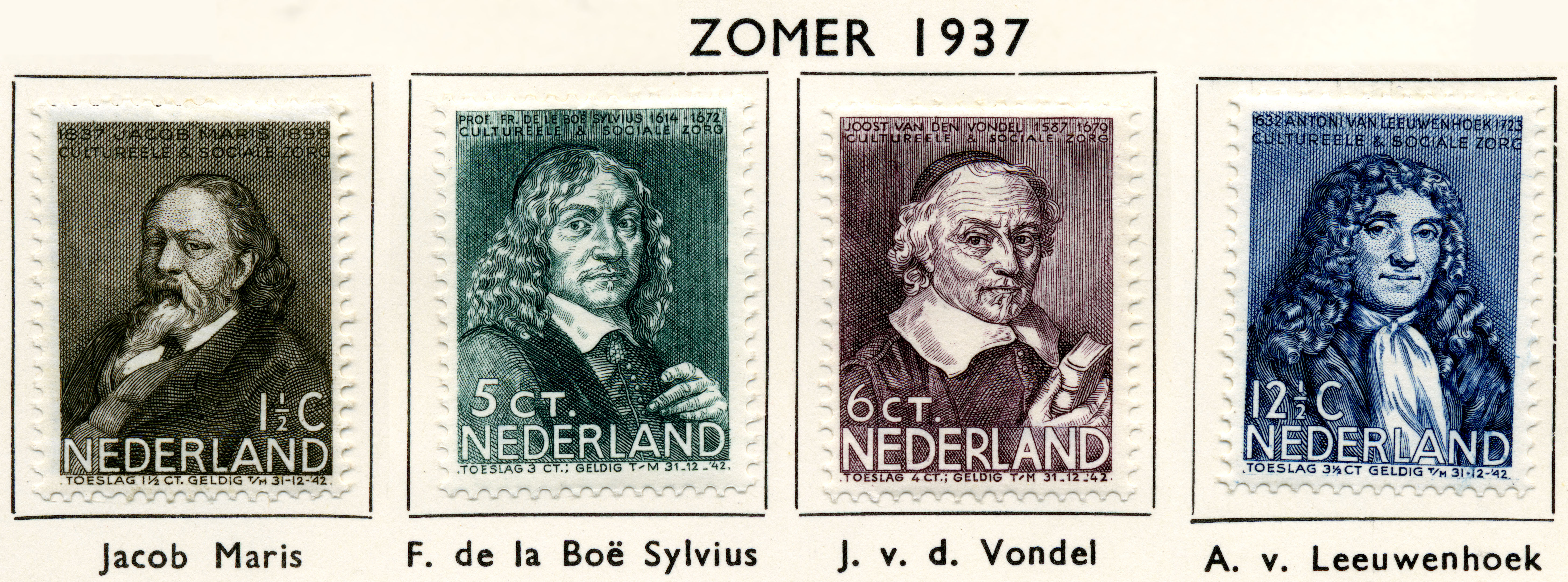
Jacob Maris, Franciscus de le Boë SylviusFranciscus Sylvius, Joost van den Vondel en Antoni van Leeuwenhoek, 1937
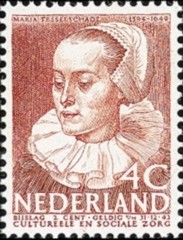
Maria Tesselschade Roemers Visscher

Door haar in postzegels gevatte personen zijn:
- Koning Willem III (Rode Kruisserie 1927)
- Prins Hendrik (idem)
- Koningin Wilhelmina (idem)
- Syb Talma (Zomerzegels 1936)
- Franciscus de le Boë Sylvius (Zomerzegels 1937)
- Joost van den Vondel (idem)
- Maria Tesselschade Visscher (Zomerzegels 1938)
- Herman Boerhaave (idem)
- Matthijs Maris (Zomerzegels 1939)
- Gerard van Swieten (idem)
- Everhardus Johannes Potgieter (Zomerzegels 1940)
- Aagje Deken (Zomerzegels 1941)
- Maarten Harpertsz. Tromp (Zeehelden 1943)
- Piet Hein (idem)
- Jean François van Royen (Zomerzegels 1947)

- Biografisch Portaal: 96509939
- Digitale Bibliotheek voor de Nederlandse Letteren: reit035
- International Standard Name Identifier: 0000 0003 5662 4421
- Library of Congress Control Number: no2019117688
- Nederlandse Thesaurus van Auteursnamen: 071376631
- RKD-Nederlands Instituut voor Kunstgeschiedenis: 66202
- Système universitaire de documentation: 08120213X
- Virtual International Authority File: 188493248